# Osborne 1

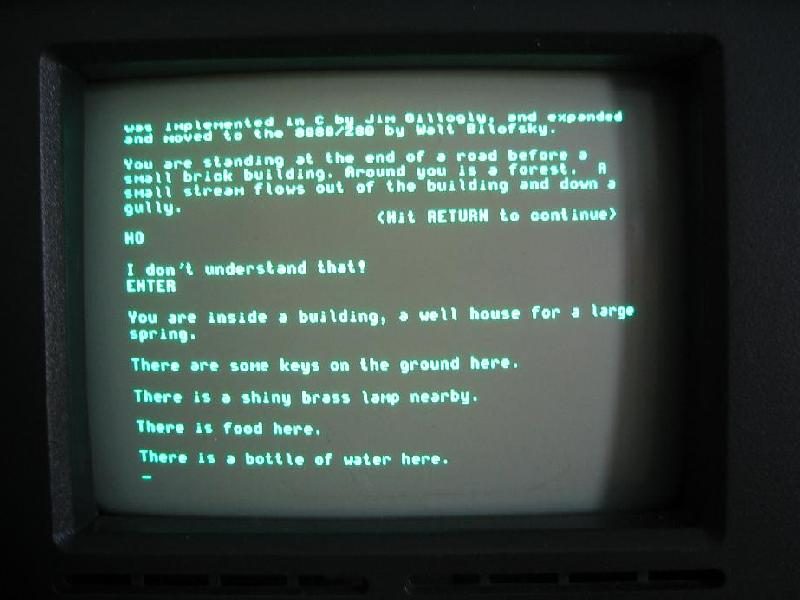
Das Textadventure Adventure auf dem Bildschirm des Osborne-Computer

Der Osborne 1 war der erste kommerziell erfolgreiche tragbare Computer. Sein Erfinder war Adam Osborne.

## Beschreibung
Der Computer wurde im April 1981 von der Firma Osborne Computer Corporation auf den Markt gebracht. Der Rechner wog 11 kg, weshalb er im Vergleich zu späteren Laptops im Englischen meist als transportable (transportierbar) oder luggable (etwa schleppbar, deutsches Wortspiel Schlepptop) bezeichnet wird. Der Einführungsslogan lautete: „Unser Computer passt unter jeden Flugzeugsitz.“ Bei der Markteinführung kostete er in den USA 1795 US-$. In Deutschland lag der Preis Anfang 1983 bei knapp unter 6000 DM.
Im Rechner arbeitete eine Zilog-Z80-CPU mit 4,0 MHz, die auf einen Speicher von 64 kB RAM zugreifen konnte. Zum Lieferumfang gehörte neben dem Betriebssystem CP/M 2.2 auch die Programmiersprache MBASIC. Im Design war er stark angelehnt an den Xerox NoteTaker von Xerox PARC, der 1976 nach Vorlage eines Konzeptes von Alan Kay entwickelt wurde, aber nie in Serie ging.
In dem zusammenklappbaren Computer waren eine Tastatur mit 69 Tasten (heutige Tastaturen haben etwa 100) und ein 5″-Bildschirm integriert, der 24 Zeilen à 52 Zeichen darstellen konnte.
Nachfolgemodell des Osborne 1 war der Osborne Executive. Osborne musste 1983 Insolvenz anmelden, ging aus der Insolvenz jedoch zunächst wieder als Unternehmen ohne Beteiligung von Adam Osborne hervor, und produzierte noch den Osborne Vixen und den auf dem Morrow Pivot basierenden Osborne 3, bevor der Hersteller schließlich 1985 endgültig in Konkurs ging.
Bereits 1984 galt die vom Osborne 1 begründete Klasse der „transportierbaren“ Computer gegenüber den neueren „notebook portables“ bzw. Laptops und kompakter gewordenen Desktop-Computern als „weder Fisch noch Vogel“. Ein typischer „transportable“ nahm 1984 fast so viel Platz auf einem Schreibtisch ein wie ein Desktopsystem, dies bei kleinerem Bildschirm und immer noch hohem Gewicht.

## Hardware / Anschlüsse
- Zwei einseitige 5¼″-Diskettenlaufwerke mit 40 Spuren
- Zilog-Z80-CPU mit 4 MHz
- 64 Kilobyte RAM
- 69 Tasten-Keyboard
- 5″-Display, 52-Zeichen-×-24-Zeilen-Monochrom-Röhrenmonitor
- IEEE-488-Schnittstelle, als Druckeranschluss nutzbar
- Serieller RS-232-Anschluss mit 1200 oder 300 Baud, für externe Modems oder serielle Drucker
- Ein weiterer 9-Poliger-Anschluss für eine Batterie, das POWR-PAC

## Software
Der Osborne 1 wurde zusammen mit einem Paket an Anwendersoftware ausgeliefert, dessen Zusammenstellung variierte. So war das Programm dBASE II bei der ersten Rechnerversion nicht enthalten. Als Betriebssystem diente CP/M 2.2 der Firma Digital Research. Das Handbuch betonte den Wert der Software in der deutschen Ausgabe so: „Wenn Sie diese Software offiziell gekauft hätten, hätte Sie dies rund  DM oder SF 4.000.- bzw. öS 28.000.- gekostet“. David H. Ahl erwähnte 1984 in Creative Computing eine Einschätzung, dass der Hauptgrund für den Erfolg des Osborne 1 nicht gewesen sei, dass er transportabel war, sondern dass er mit einer umfangreichen Software-Ausstattung geliefert wurde.
| Programmname    | Version | Veröffentlicht von | Programmtyp                     | Datum | Bestellnummer | Anzahl Disketten |
| --------------- | ------- | ------------------ | ------------------------------- | ----- | ------------- | ---------------- |
| MBASIC          |         | Microsoft          | Basic                           |       | 301002-02D    | 1                |
| Colossal Cave   |         |                    | Spiel                           |       |               |                  |
| Deadline        |         | Infocom            | Spiel                           |       |               | 2                |
| dBase II        |         | Ashton-Tate        | Datenbank                       |       |               |                  |
| dBase II Tutor  |         | Ashton Tate        | Trainingsprogramm für Datenbank |       |               | 6                |
| Nominal Ledger  | 2.7     | PeachTree Software | Business-Software               | 1983  | 2X09200-04    | 2                |
| Purchase Ledger | 2.7     | PeachTree Software | Business-Software               | 1983  | 2X09200-04    | 2                |
| Sales Ledger    | 2.7     | PeachTree Software | Business-Software               | 1983  | 2X09200-04    | 2                |
| Supercalc       |         | Sorcim             | Tabellenkalkulation             | 1981  | 301002-03     | 1                |
| WordStar        | 2.26    | MicroPro           | Textverarbeitung                |       |               | 1                |